# 反质子氢
反质子氢（符号：Pn），也叫质子偶素，是一种奇异原子，其中质子（符号：p）和反质子（符号：p）彼此绕轨道运行。

## 生产
有两种已知的产生反质子氢的方法。一种方法涉及剧烈的粒子碰撞。另一种方法涉及将反质子和质子放入同一磁笼中。后一种方法最初是在2002年日内瓦CERN实验室的实验ATHENA（ApparaTus用于中性反物质的高精度实验）中使用的，但直到2006年，科学家才意识到在实验过程中也产生了反质子氢。.
涉及高能量质子和反质子的反应产生多粒子最终状态。事实上，这样的反应是基础粒子对撞机如Tevatron实验在费米实验室。间接搜索LEAR（欧洲核子研究中心的低能量反质子环）中的质子使用的反质子撞击了氦等原子核，结果不明确。在10的范围内非常低的能量的碰撞电子伏特至1千电子伏可能导致反质子氢的形成。

## 研究
计划实验将使用陷阱作为低能反质子的来源。这种光束将被允许照射在激光场中的原子氢靶上，这意味着以一定的效率将结合的质子 - 反质子对激发成质子的激发态（其计算是开放的理论问题）。未结合的颗粒通过在磁场中弯曲而被排斥。由于反质子氢不带电，它不会被这样的场偏转。如果形成，这种未偏转的质子将被允许穿过一米高的真空，在该真空中，预期它会通过质子和反质子的湮灭而衰变。衰变产物将给出质子形成的明确标志。
反质子氢的理论研究主要使用非相对论量子力学。这些可以预测结合能和寿命。计算的寿命在0.1到10微秒的范围内。与氢原子不同，其中主要的相互作用是由于电子和质子的库仑吸引力，反质子氢的成分主要通过强相互作用相互作用。因此，涉及介于中间状态的介子的多粒子相互作用可能是重要的。

## 延伸阅读
- Battersby, S. . New Scientist. 13 October 2006  [2015-06-26].
- Klempt, E.; Bradamante, F.; Martin, A.; Richard, J.-M. . Physics Reports. 2002, 368 (2–3): 119–316. Bibcode:2002PhR...368..119K. doi:10.1016/S0370-1573(02)00144-8.
- Zurlo, N.;  et al. . Physical Review Letters. 2006, 97 (15): 153401. Bibcode:2006PhRvL..97o3401Z. PMID 17155325. arXiv:0708.3717 . doi:10.1103/PhysRevLett.97.153401.